# Манкусо, Алехандро
Алехандро Виктор Манкусо (исп. Alejandro Víctor Mancuso; род. 4 сентября 1968, Сьюдадела, Аргентина) — аргентинский футболист, выступавший на позиции полузащитника.

## Клубная карьера
Манкусо начинал свою футбольную карьеру в команде «Феррокарриль Оэсте» в 1988 году. Потом выступал за аргентинские клубы «Велес Сарсфилд» и «Бока Хуниорс». После чего в 1995 году он отправляется в Бразилию, играя за команды «Палмейрас», «Фламенго» и «Санта-Круз». С «Фламенго» Манкусо выигрывает чемпионат Рио-де-Жанейро. Возвратившись в Аргентину в «Индепендьенте» и поиграв за него сезон, он вновь отправляется за границу: в испанский «Бадахос», затем снова в бразильский «Санта-Круз» и наконец в уругвайский клуб «Белья Виста».

## Международная карьера
В период своего выступления за «Боку Хуниорс» Манкусо попал в заявку сборной Аргентины на Чемпионат мира 1994. На турнире он выходил на замену в первых двух матчах сборной Аргентины против Греции (на 80-й минуте заменил нападающего Абеля Бальбо) и Нигерии (на 70-й минуте — всё того же Абеля Бальбо).

## Дружба с Марадоной
Манкусо — один из лучших друзей Диего Марадоны. В ноябре 2008 года, когда Марадона стал тренером сборной Аргентины, то пригласил Манкусо в качестве помощника.

## Достижения

### Клубные
Фламенго
- Чемпионат штата Рио-де-Жанейро (1): 1996 (чемпион)
- Золотой Кубок (1): 1996 (победитель)

### В сборной Аргентине
- Кубок Артемио Франки (1): 1993
- Кубок Америки: 1993 (победитель)